# Asen I
Asen I – przywódca (wraz z bratem Teodorem) powstania wymierzonego przeciw Bizancjum, w wyniku którego doszło do powstania niezależnego państwa bułgarskiego. Car bułgarski w latach 1188 – 1196. W szeregu kampanii wojennych umocnił pozycję młodego państwa i rozszerzył jego terytorium o zachodnie Rodopy i południowo-wschodnią Macedonię, a na zachodzie o ziemie położone wokół Widynia i Belgradu. Zginął zamordowany przez opozycję bojarską.

## Życiorys
Asen wywodził się z rodziny bojarów kumańskich z okolic Tyrnowa. Jego imię jest pochodzenia kumańskiego. Miał dwóch braci: Teodora i Kałojana. Mamy również informację o dwóch jego siostrach. Asena i Teodora określa się również kumańskim przydomkiem Bełgun, będącym prawdopodobnie nazwą arystokratycznego rodu kumańskiego. Rodzina Asena posiadała rozległe stosunki wśród Kumanów mieszkających na północ od Dunaju.

### Wybuch powstania

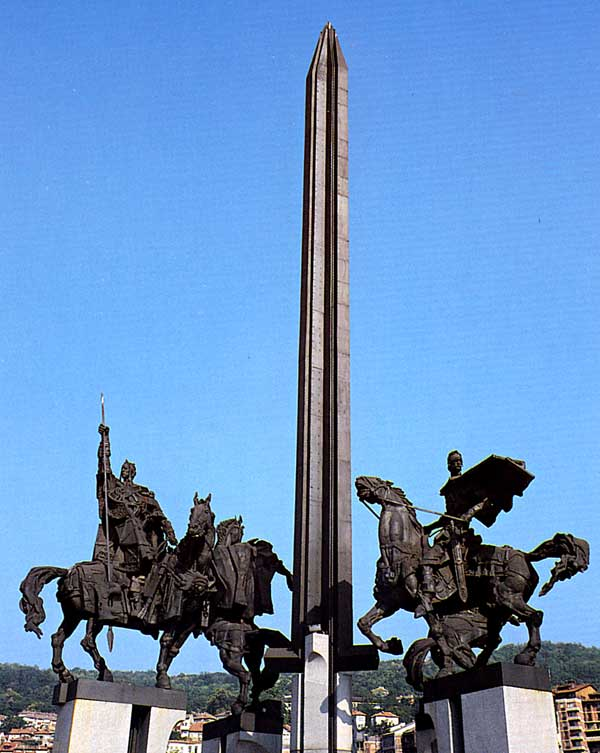
Pomnik Asenowiczów - Weliko Tyrnovo 1987.

Jesienią 1185, Asen wraz z bratem Teodorem zjawili się w obozie cesarskim w Kipseli (obecnie Ipsala), położonym na wschód od dolnej Maricy i zażądali od cesarza Izaaka II nadania im w pronoję (bizantyńskie lenno) jednej małej dochodowej posiadłości i zapisania ich w szeregi greckiego rycerstwa. Żądanie sformułowali w tonie raczej zuchwałym i cesarz stanowczo odmówił. Oburzeni bracia powrócili w swoje strony i wzniecili w przeciążonym podatkami kraju powstanie przeciw Bizancjum.
Po śmierci Manuela I Komnena (1180) Cesarstwo Bizantyńskie, w którego granicach znajdowały się ziemie bułgarskie, przeżywało głęboki kryzys wewnętrzny. Państwo stawało się coraz bardziej konglomeratem ziem rządzonych przez urzędników cesarskich i miejscowych feudałów, nie uznających często władzy cesarskiej. W 1183 ziemie Cesarstwa od Belgradu po Serdikę spustoszyli Węgrzy wspólnie z Serbami. W 1185 natomiast północną Grecję najechali Normanowie zdobywając Tesalonikę. Kiedy Asen wraz z Teodorem stanęli przed cesarzem ten próbował właśnie uporać się z najazdem normańskim. Odprawieni przez Izaaka II bracia wykorzystali zjazd dostojników kościelnych i ludności zwołany na uroczystość poświęcenia ufundowanej przez nich świątyni świętego Dymitra sołuńskiego w Tyrnowie. Ludowi prorocy wezwali zebranych do powstania przeciw Bizancjum. Wezwanie proroków, natchnionych jak wierzono przez duchy, podjęto z entuzjazmem. Starszy z braci Teodor został ogłoszony carem. Przyjął imię Piotr, na pamiątkę ostatniego wielkiego cara Bułgarii i tytuł władcy Włachów. Wybuch powstania datuje się na wiosnę 1186.

### U boku brata Piotra
Powstańcy rekrutujący się początkowo spośród półkoczowniczej ludności pasterskiej wołoskiej i słowiańskiej w krótkim czasie opanowali prawie całą Bułgarię naddunajską i przenieśli działania wojenne do Tracji. Piotr i Asen rozbili w Tracji dwie armie bizantyńskie. W rękach greckich pozostały jedynie miasta na wybrzeżu czarnomorskim. Latem 1186 Izaak II wkroczył z wielką armią do Bułgarii i odzyskał utracone twierdze. Powstańcy zostali rozproszeni, a Piotr i Asen schronili się na przeciwległym brzegu Dunaju. W drodze powrotnej do Konstantynopola cesarz spalił bułgarskie zasiewy. W rezultacie na stronę powstańców przeszła również ludność rolnicza, wyłącznie słowiańska, zwana Bułgarami, a nawet, zamieszkujący te ziemie i przeciążeni podatkami, Grecy.
Jesienią 1186 bracia powrócili na czele nowych wojsk, wspomagani przez posiłki Kumanów i ruskich brodników. Bez większego trudu opanowali ziemie między Dunajem a Starą Płaniną, po czym ponownie najechali Trację pustosząc ziemie wokół Ajtos, Anchialos i Werroi. W tym czasie wystąpił też przeciw Bizancjum sojusznik obydwu braci Dobromir Chryz, w późniejszym czasie władca ziem w zachodniej Macedonii wokół twierdzy Prosek. Wiosną 1187 Izaak II rozbił armię powstańczą pod Lardeą w Tracji (w pobliżu obecnego Karnobatu) i jesienią po raz drugi przekroczył pasmo górskie Starej Płaniny. Obległ twierdzę Łowecz broniącą dostępu do Tyrnowa, ostatecznie jednak po trzymiesięcznym oblężeniu zmuszony był zawrócić. Tymczasem korzystając z walk w Bułgarii Stefan I Nemanja, władca Serbii, poszerzył swoje posiadłości kosztem Cesarstwa. W Azji Mniejszej wybuchło powstanie. Izaak II nie mógł kontynuować wojny. Na przełomie maja i czerwca 1188 zgodził się zawrzeć pokój z Piotrem i Asenem. Bizancjum uznało istnienie niezależnego państwa bułgarskiego. Nowe państwo objęło tereny sięgające na zachodzie po rzekę Iskyr, na wschodzie do wybrzeży Morza Czarnego, na północy po Dunaj, a na południu do Starej Płaniny. Wybrzeże czarnomorskie i Tracja pozostały w rękach greckich. Jako zakładnika gwarantującego zachowanie pokoju obydwaj bracia przysłali na dwór cesarski w Konstantynopolu najmłodszego brata Kałojana.

### Car Wołochów
Jesienią 1188 Asen tryumfował. Starszy brat Piotr pod przymusem zrzekł się tronu, zachowując tytuł cara i jako udział władzę nad rejonem starej stolicy Bułgarii Presławiem. Asen został w Tyrnowie koronowany na cara Wołochów.

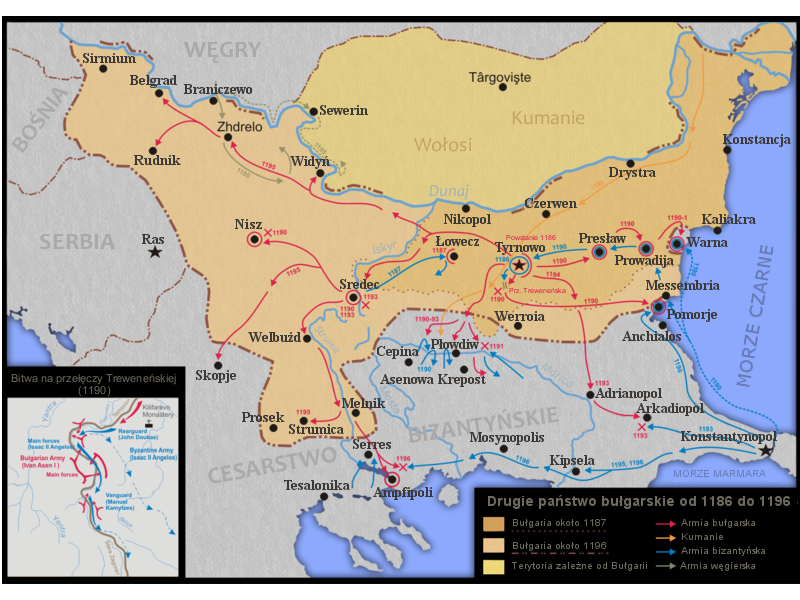
Bułgaria w latach 1185-1196

Tymczasem w Palestynie władca Egiptu Saladyn zadał krzyżowcom sromotną klęskę pod Hattin i wkroczył do Jerozolimy. W lecie 1187 Fryderyk Barbarossa ruszył szlakiem lądowym przez Węgry i wkroczył na Półwysep Bałkański. Fryderyk został podjęty z wielkimi honorami w Niszu przez wielkiego żupana Stefana Nemanję, szukającemu sprzymierzeńca przeciw królowi Węgier, który zawarł przymierze z osłabionym Bizancjum. Do zabiegów o zawarcie sojuszu przeciw Bizancjum włączył się też Asen I. Obaj władcy wystąpili nawet z propozycją złożenia przysięgi lennej Fryderykowi. Korzystając z trudności cesarza bizantyńskiego Bułgarzy zapuścili się aż do Tracji, a Serbowie zaatakowali i zdobyli najważniejsze miasta od Skopje i Prizren po Sofię. Ostatecznie krzyżowcy z pomocą bizantyńską przeprawili się do Azji Mniejszej. Po ich odejściu Izaak II przygotował wyprawę odwetową za złamanie pokoju łoweckiego. Wiosną 1190 przekroczył Starą Płaninę i obległ Tyrnowo. Wycofał się jednak na wieść o zbliżaniu się od północy silnej odsieczy kumańskiej. Podczas odwrotu przez przełęcze bałkańskie wpadł w zasadzkę w wąwozie górskim Starej Płaniny, prawdopodobnie na Przełęczy Treweneńskiej i poniósł sromotną klęskę. Utracił armię, zgubił nawet własny hełm i sam ledwie uniknął śmierci. Z trudem dotarł do Werroi, a stamtąd do Konstantynopola. Po tej klęsce Bułgarzy i Kumani najechali ziemie wokół Sredca, opanowali przejściowo Warnę i Anchialos, wtargnęli głęboko w dolinę rzeki Strumy, a w następnym, 1191 roku, spustoszyli okolice Płowdiwu. Walki trwały do 1194, kiedy to siły bizantyńskie zostały rozbite po Arkadiopolem (Lüleburgas), co umożliwiło Bułgarom zajęcie Sredca.
Izaak II próbował odnowić sojusz bizantyńsko-węgierski wymierzony przeciw Bułgarom. W trakcie przygotowań do podjęcia kontrofensywy został jednak strącony z tronu przez brata Aleksego III. Przewrót wewnętrzny w Bizancjum ułatwił jeszcze Asenowi prowadzenie działań wojennych. Latem 1195 armia bułgarsko-kumańska zajęła dolinę rzeki Strumy i pod twierdzą Serres rozbiła Bizantyńczyków dowodzonych przez Aleksego Aspietesa. Wódz bizantyński dostał się do niewoli a Bułgarzy zajęli grody Strumicę i Melnik. Po tej kampanii państwo Asena objęło zachodnie pasma Rodopów i południowo-wschodnią Macedonię. W tym czasie Bułgarzy zdobyli też na Węgrach ziemię widyńską, braniczewską i belgradzką. W 1196 roku w trakcie ponownej wyprawy na południe Asen I pokonał Greków i wziął do niewoli ich dowódcę sebastokratora Izaaka.
Dopóki działalność braci Piotra i Asena była skierowana ku oderwaniu ziem bułgarskich od cesarstwa cieszyła się poparciem bojarów, którzy w uniezależnieniu się od Bizancjum widzieli perspektywę objęcia nowych ziem i zyskania większej niezależności. Centralizacyjna polityka Asena I prowadzona w oparciu o wojsko złożone z drobnego bojarstwa i kumańskich oddziałów posiłkowych doprowadziła do powstania spisku bojarskiego przeciw Asenowi, zręcznie wspieranej przez bezsilne w otwartej walce Bizancjum. Spiskowcy, zapewnieni o pomocy wojskowej ze strony Bizancjum, zamordowali Asena I. Władzę w Tyrnowie objął przywódca spisku, krewny Asena I, bojar Iwanko.

## Związki rodzinne
Asen I miał czworo rodzeństwa, dwóch braci:
- Teodora, obwołanego carem w 1186, odsuniętego od rządzenia państwem przez Asena I, który po jego śmierci powrócił do władzy
- i Kałojana, władcę Bułgarów w latach 1197-1207

oraz dwie nieznane z imienia siostry.
Miał dwóch synów:
- Iwana Asena II najwybitniejszego władcę z dynastii Asenowiczów (1218-1241)
- oraz Aleksandra, sewastokratora ożenionego z córka króla Serbów Stefana Nemanicza.

|                                              |                                              |                                              |                                              |                            |  |                                            |                                            |                             |                             |         |         |
| Nieznany bojar tyrnowski                     |                                              |                                              |                                              |                            |  |                                            |                                            |                             |                             |         |         |
|                                              |                                              |                                              |                                              |                            |  |                                            |                                            |                             |                             |         |         |
|                                              |                                              |                                              |                                              |                            |  |                                            |                                            |                             |                             |         |         |
| Teodor-Piotr (panował 1185–1188 i 1196–1197) | Teodor-Piotr (panował 1185–1188 i 1196–1197) | Teodor-Piotr (panował 1185–1188 i 1196–1197) | Teodor-Piotr (panował 1185–1188 i 1196–1197) |                            |  | siostra                                    | siostra                                    | Kałojan (panował 1197–1207) | Kałojan (panował 1197–1207) | siostra | siostra |
|                                              |                                              |                                              |                                              |                            |  |                                            |                                            |                             |                             |         |         |
|                                              |                                              |                                              |                                              | Asen I (panował 1188–1196) |  |                                            |                                            |                             |                             |         |         |
|                                              |                                              |                                              |                                              |                            |  |                                            |                                            |                             |                             |         |         |
|                                              |                                              |                                              |                                              |                            |  |                                            |                                            |                             |                             |         |         |
|                                              |                                              | Aleksander                                   | Aleksander                                   |                            |  | Iwan Asen II (zm. 1241, panował 1218–1241) | Iwan Asen II (zm. 1241, panował 1218–1241) |                             |                             |         |         |